# Лимани (Грчка)
Лимани (грч. Λιμάνι) је приморско насељено место у општини Амфипољ у периферији Средишња Македонија, Грчка. Према попису из 2021. године било је 3 становника.
Лимани се води као посебно насеље од 1993. године.